# 三星Galaxy C9 Pro
三星Galaxy C9 Pro是由三星電子製造的一款Android智慧型手機，於2016年11月在中國大陸上市，於2017年1月在香港及澳門上市，2017年3月在台灣上市。 三星Galaxy C9 Pro運行基於Android 6.0.1 Marshmallow作業系統的Grace UX 介面 。這兩台智慧型手機搭載了高通驍龍 653 SoC，由4個ARM Cortex-A72 核心和4個ARM Cortex-A53 核心、Adreno 510 GPU、6GB的記憶體和64GB儲存空間組成，最大可以擴充到256 GB的MicroSD記憶卡，支援4G+3G雙卡雙待，電池分別為不可拆卸式4000mAh，支援快充。 採用三星自家的Super-AMOLED FHD螢幕，尺寸為6吋。

## 技術規格
- 後置攝像頭：1600萬畫素
- 前置攝像頭：1600萬畫素
- 記憶體：6 GB RAM
- 儲存空間：64 GB
- 電池：4000 mAh
- 尺寸：6吋
- 處理器：高通驍龍 653
- 作業系統：基於Android 6.0.1 Marshmallow系統的Grace UX 介面 目前最後可升級至8.0
- 重量：189克
- 螢幕：Full HD Super AMOLED